# 닥터 슬론
《닥터 슬론》(영어: Diagnosis: Murder)은 1993년부터 2001년까지 방영된 미국의 텔레비전 드라마이다.